# Hipposideros thomensis
Hipposideros thomensis (Bocage, 1891) è un pipistrello della famiglia degli Ipposideridi endemico di São Tomé.

## Descrizione

### Dimensioni
Pipistrello di grandi dimensioni, con la lunghezza totale tra 102 e 106 mm, la lunghezza dell'avambraccio tra 81 e 82 mm, la lunghezza della coda tra 29 e 30 mm.

### Aspetto
Le parti dorsali sono bruno-nerastre, mentre le parti ventrali sono più chiare. Una macchia biancastra è presente sulla superficie superiore del braccio. Le orecchie sono corte, larghe e con una concavità sul bordo posteriore appena sotto l'estremità appuntita. La foglia nasale presenta una porzione anteriore con due fogliette supplementari su ogni lato, un setto nasale poco sviluppato, una porzione posteriore formata da una struttura trasversale ben sviluppata ma non separata da setti. Una sacca frontale con l'apertura orizzontale è presente in entrambi i sessi. Le membrane alari sono nere. La coda è lunga e si estende leggermente oltre l'ampio uropatagio. 

## Biologia

### Comportamento
Si rifugia all'interno di grotte, canali lavici, tubature d'acqua e strutture simili in gruppi fino a 100 esemplari.

### Alimentazione
Si nutre di insetti.

## Distribuzione e habitat
Questa specie è conosciuta soltanto sull'isola di São Tomé, nel Golfo di Guinea.

## Conservazione
La IUCN Red List, considerata la popolazione presumibilmente numerosa all'interno dell'areale limitato ed adattabile ad alcune modifiche ambientali, classifica H.thomensis come specie a rischio minimo (Least Concern)).